# St. Petrus und Paulus (Aicha vorm Wald)

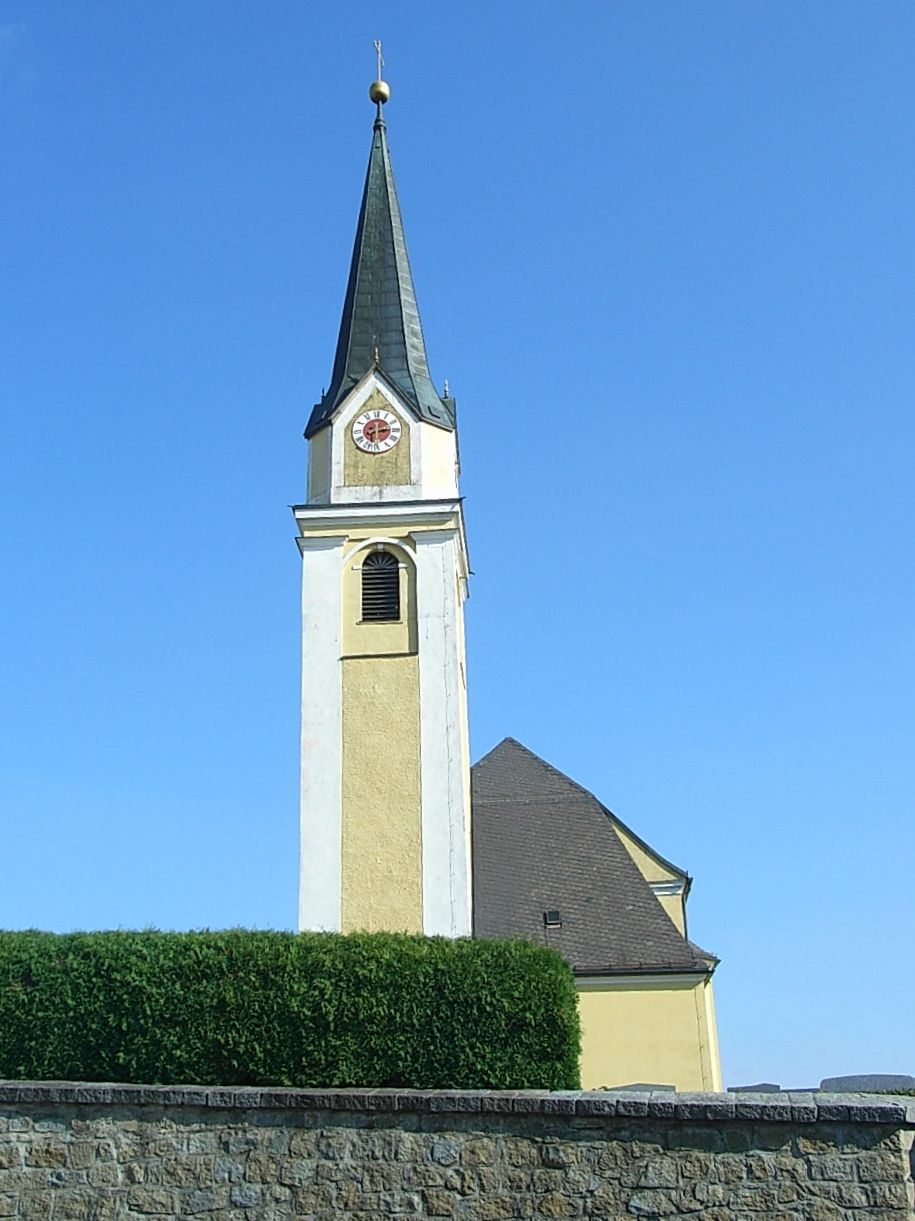
St. Petrus und Paul

Die katholische Pfarrkirche St. Petrus und Paulus ist ein denkmalgeschütztes Kirchengebäude in Aicha vorm Wald, einer Gemeinde im niederbayerischen Landkreis Passau.

## Geschichte
Von der ursprünglichen mittelalterlichen Vorkirche war noch der Turm erhalten. Er wurde in den Neubau von 1726 bis 1737 einbezogen. Das ursprünglich gotische Gebäude wurde im Stil des frühen Rokoko umgestaltet. Der kurfürstliche Maurermeister Gregor Sälzl machte einen Kostenvoranschlag, in dem der Neubau des Chores bereits vorgesehen war. Um 1734 wurde Johann Michael Fischer aus München hinzugezogen, der die Seitenkapellen und den Chor ausbaute. Im Jahr 1735 wurde das Bauwerk nach der Inschrift neben dem Hochaltar geweiht. Vermutlich war zu dieser Zeit auch die Ausstattung im Wesentlichen abgeschlossen.

## Architektur
Das Gebäude ist ein dreijochiges Langhaus mit einer Westempore. Vor dem halbkreisförmigen Chor wird das Bauwerk von einem kurzen Querschiff durchschnitten. Die Vierung ist mit einer flachen ovalen Pendentifkuppel versehen, die durch die Ausmalung illusionistisch überhöht wurde.
Die Raumgliederung zeigt ungewöhnliche Einzelheiten, die typisch für die architektonische Handschrift Johann Michael Fischers sind. Das durchgehende Gebälk ist über den breiten Lisenen verkröpft und mit Akanthusblättern am Fries versehen, womit Kapitelle angedeutet werden. Die breiten, geschweiften Fenster reichen bis weit in den Gewölbeansatz hinein und durchbrechen das Gebälk bis zum Architrav. Eine eigenständige Lösung wurde bei der schwierigen Anbindung der trapezförmigen Querarme durch eine pfeilerartige Eckverstärkung der Schrägwände gefunden. Über diesen Schrägen sind im Gewölbe dreieckige Stichkappen vom jeweils mittleren rechteckigen Gewölbefeld angeordnet, das dem Fenster zugeordnet ist. Die Schrägwände sind in korbbogigen Nischen unter dem Gebälk ausgeformt.

## Ausmalung und Deckenstuck
Die Deckengemälde wurden von Andreas Math aus Vilshofen geschaffen und wurden teils stark restauriert. Die Fresken sind in derben Formen mit schwerer Farbigkeit ausgeführt. Der Raumeindruck wird durch die scheinperspektivische Kuppelhalle als Ort des Pfingstwunders geprägt, die an das flache Vierungsgewölbe gemalt ist. Beachtenswert ist die Lösung der perspektivischen Architekturdarstellung. Die Taube des Heiligen Geistes sendet die Flammenzungen zu Maria und den Aposteln herab. Die Figurengruppen sind zwischen den Pfeilern der Rotunde verteilt. In der Kuppel sind musizierende, um einen Wolkenkranz schwebende Engel dargestellt. An den Pendentifs sind die Evangelisten dargestellt.
Die Felder in den Querarmen zeigen Szenen aus dem Marienleben und das Bild der Immaculata. Im Schiff ist das Martyrium des heiligen Paulus, im Chor die Kreuzigung des Petrus dargestellt.
Der Gewölbestuck ist in feinen Formen des späten Regencestils ausgeführt und zeigt streng symmetrische Ornamente aus Band- und Rankenwerk mit Gitterfeldern, die auf die geschwungenen Profilrahmen der Gemälde Bezug nehmen. Auch die Brüstung der Westempore mit balkonartigem Mittelteil ist stuckiert.

## Ausstattung
Die Ausstattung in Stuckmarmor bildet mit der Architektur ein einheitliches Raumbild. Der eine flache Tribuna bildende Hochaltar ist sorgfältig in den gerundeten Chorschluss eingepasst. Vor der Mittelnische ist eine Gruppe der abschiednehmenden Apostelfürsten angeordnet. Seitlich sind Engel mit den Attributen von Petrus und Paulus angeordnet.
In den Seitennischen der Querarme sind Ädikulä mit Sarkophagen eingefügt, auf denen Skulpturen der heiligen Franz Xaver und Sebastian stehen. Die mit einer Empore an der Chornordwand verbundene Kanzel zeigt in einem Relief das Gleichnis vom Sämann.
Im Südarm steht eine spätgotische Marienfigur mit Kind aus der Zeit um 1500, die eine Birne hält.